# عين عرب
عين عرب هي إحدى القرى اللبنانية من قرى قضاء راشيا في محافظة البقاع.
تقع عين عرب في قضاء راشيا أحد أقضية محافظة البقاع، تبعد 74 كلم عن بيروت عاصمة لبنان. ترتفع 1220 م عن سطح البحر وتمتد على مساحة 1105 هكتاراً.